# Georgi Dinkow
Georgi Iwanow Dinkow (bułg. Георги Иванов Динков, ur. 20 maja 1991 w Starej Zagorze) – bułgarski piłkarz występujący na pozycji środkowego obrońcy w bułgarskim klubie Beroe Stara Zagora.